# 暗い雲

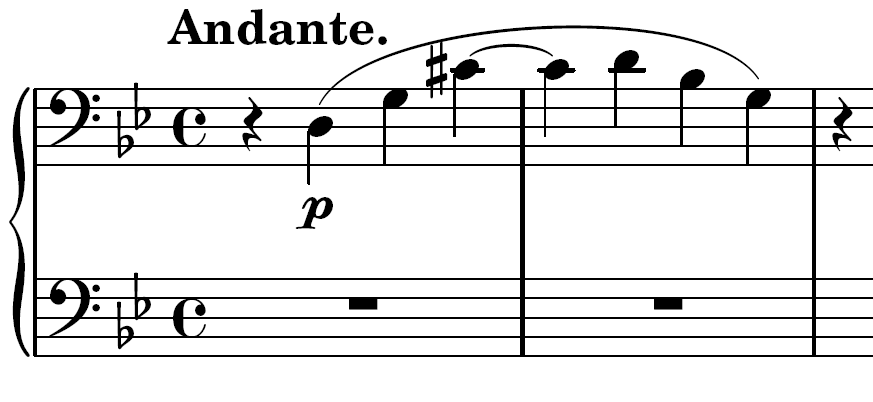
冒頭の2小節で提示される四度和音

《暗い雲》S.199 は、フランツ・リストが1881年に作曲したピアノ曲である。

## 概要
晩年のリストの作風はより実験的かつ短く単純になっている。4度音程（ならびに増4度）による和声進行に依拠しており、増三和音の響きも含んでいる。当時としては異例の非機能的な和声法によっており（シェーンベルクの実験より四半世紀も先んじている）、調性感に極めて乏しい。最後から2つ目の和音は、20年近く後にスクリャービンが用いた神秘和音と同一と見なすことができる。
原題はフランス語で“Nuages Gris ”。これは日本語にすると「灰色の雲」となるが、リスト自身によってドイツ語の題名“Trübe Wolken”も付けられており、「暗い雲」「不安な雲」という訳名は、後者に由来する。このような事情から、日本における訳語はいずれも通用しており、今のところ一本化されていない。
スタンリー・キューブリックの遺作映画『アイズ・ワイド・シャット』のサウンドトラックにも利用されている。

## 関連事項
- R.W.-ヴェネツィア
- 悲しみのゴンドラ
- 眠れぬ夜 (問いと答え)
- 夜想曲 (夢の中で)
- 凶運!
- 無調のバガテル